# Poecilotheria formosa
Poecilotheria formosa is een spinnensoort uit de familie der vogelspinnen.
De soort komt in het zuiden van India voor, waar hij in bomen leeft. Hij kan een lengte bereiken van ongeveer 6 cm en is vrij giftig. De soort staat op de Rode Lijst van de IUCN als bedreigd. Er zijn slechts drie populaties bekend en de populatietrend is dalend.